# Lista znaków opartych na alfabecie łacińskim
Poniżej znajduje się lista znaków łacińskich, opartych na znakach kodowanych w standardzie Unicode.

## Podstawowy łaciński
Podstawowy alfabet łaciński ISO
| Aa | Bb | Cc | Dd | Ee | Ff | Gg | Hh | Ii | Jj | Kk | Ll | Mm | Nn | Oo | Pp | Qq | Rr | Ss | Tt | Uu | Vv | Ww | Xx | Yy | Zz |

## Litery dodatkowe i diakrytyzowane
| Litera | Nazwa                   | Uwagi |
| ------ | ----------------------- | --- |
| ᴀ      | Mały kapitalik A        | Uralski Alfabet Fonetyczny |
| Ɐ ɐ ᵄ  | Odwrócone A             | Samogłoska prawie otwarta centralna |
| À à    | A z grawisem            | awing, baka, bribri, francuski, galicyjski, igbo, joruba, włoski, litewski, nateni, nawaho, norweski, Pinyin, portugalski, szkocki gaelicki, walijski, wietnamski |
| Á á    | A z akutem              | afrikaans, baka, bribri, czeski, duński, farejski, galicyjski, hiszpański, holenderski, litewski, nawaho, Pinyin, słowacki, szkocki gaelicki, wietnamski, polski (archaizm) |
| Â â    | A z daszkiem            | francuski, holenderski, joruba, luksemburski, norweski, rumuński, turecki, walijski, wietnamski, |
| Ầ ầ    | A z daszkiem i grawisem | wietnamski |
| Ấ ấ    | A z daszkiem i aktuem   | wietnamski |
| Ẫ ẫ    | A z daszkiem i wężykiem | wietnamski |
| Ẩ ẩ    | A z daszkiem i hakiem   | wietnamski |
| Ã ã    | A z wężykiem            | bribri, guarani, joruba, kaszubski, litewski, portugalski, wietnamski |
| Ā ā    | A z makronem            | arabski (transliteracja), igbo, japoński (rōmaji), łaciński, łotewski, Pinyin, syryjski (transliteracja), tajski (transliteracja) |
| Ă ă    | A z brewisem            | łaciński, rumuński, wietnamski |
| Ă ằ    | A z brewisem i grawisem | łaciński, wietnamski |
| Ắ ắ    | A z brewisem i akutem   | łaciński, wietnamski |
| Ẵ ẵ    | A z brewisem i wężykiem | wietnamski |
| Ẳ ẳ    | A z brewisem i hakiem   | wietnamski |
| Ȧ ȧ    | A z kropką              | |
| Ä ä    | A z dwiema kropkami     | estoński, fiński, holenderski, luksemburski, niemiecki, walijski |
| Ả ả    | A z hakiem              | tajski (transliteracja), wietnamski |
| Å å    | A z kółkiem             | duński, grenlandzki, norweski, szwedzki |
| Ǻ ǻ    | A z kółkiem i akutem    | duński |
| A̋ a̋    | A z podwójnym akutem    | |
| Ǎ ǎ    | A z haczkiem            | joruba, Pinyin |
| Ȁ ȁ    | A z podwójnym grawisem  | chorwacki |
| Ą ą    | A z ogonkiem            | litewski, nawaho, polski |
| Ą́ ą́    | A z akutem i ogonkiem   | litewski, nawaho |
| Ą̃ ą̃    | A z wężykiem i ogonkiem | litewski |
| Ć ć    | C z akutem              | białoruski (łacinka), chorwacki, polski |
| Ĉ ĉ    | C z daszkiem            | esperanto, Pinyin |
| Ċ ċ    | C z kropką              | maltański |
| Č č    | C z haczkiem            | czeski, estoński, litewski, łotewski, słowacki, słoweński |
| Ç ç    | C z cedyllą             | albański, azerbejdżański, francuski, kataloński, portugalski, rumuński, turecki, turkmeński |
| Ď ď    | D z haczkiem            | czeski, słowacki |
| Đ đ    | D z przekreśleniem      | bośniacki, chorwacki, wietnamski |
| È è    | E z grawisem            | afrikaans, francuski, igbo, joruba, holenderski, kataloński, luksemburski, maltański, norweski, Pinyin, szkocki gaelicki, szwedzki, walijski, wietnamski, włoski |
| É é    | E z akutem              | afrikaans, czeski, duński, francuski, galicyjski, hiszpański, holenderski, igbo, irlandzki, islandzki, joruba, kaszubski, kataloński, luksemburski, norweski, Pinyin, portugalski, rumuński, słowacki, szkocki gaelicki, szwedzki, walijski, wietnamski, włoski, polski (archaizm) |
| Ê ê    | E z daszkiem            | afrikaans, francuski, Pinyin, portugalski, wietnamski, |
| Ề ề    | E z daszkiem i grawisem | wietnamski |
| Ế ế    | E z daszkiem i akutem   | wietnamski |
| Ễ ễ    | E z daszkiem i wężykiem | wietnamski |
| Ể ể    | E z daszkiem i hakiem   | wietnamski |
| Ē ē    | E z makronem            | igbo, łaciński, łotewski |
| Ė ė    | E z kropką              | litewski |
| Ë ë    | E z dwiema kropkami     | afrikaans, albański, francuski, kaszubski, |
| Ẻ ẻ    | E z hakiem              | wietnamski |
| Ę ę    | E z ogonkiem            | litewski, nawaho, polski |
| Ę́ ę́    | E z akutem i ogonkiem   | nawaho |
| Ẹ ẹ    | E z kropką pod spodem   | wietnamski |
| Ǵ ǵ    | G z akutem              | macedoński (transliteracja) |
| Ĝ ĝ    | G z daszkiem            | esperanto |
| Ģ ģ    | G z przecinkiem         | łotewski |
| Ĥ ĥ    | H z daszkiem            | esperanto |
| Ì ì    | I z grawisem            | maltański, Pinyin, szkocki gaelicki, walijski, wietnamski, włoski |
| Í í    | I z akutem              | afrikaans, czeski, duński, farejski, galicyjski, islandzki, kataloński, nawaho, Pinyin, portugalski, hiszpański, wietnamski |
| Î î    | I z daszkiem            | francuski, walijski |
| Ĩ ĩ    | I z wężykiem            | grenlandzki, guarani |
| Ī ī    | I z makronem            | arabski (transliteracja), japoński (rōmaji), łaciński, łotewski |
| İ i    | I z kropką              | azerbejdżański, turecki |
| I ı    | I bez kropki            | azerbejdżański, turecki |
| Ï ï    | I z dwiema kropkami     | francuski |
| Ǐ ǐ    | I z haczkiem            | Pinyin |
| Ỉ ỉ    | I z hakiem              | wietnamski |
| Į į    | I z ogonkiem            | litewski, nawaho |
| Ĵ ĵ    | J z daszkiem            | esperanto |
| Ķ ķ    | K z przecinkiem         | łotewski |
| Ĺ ĺ    | L z akutem              | słowacki, białoruski |
| Ŀ ŀ    | L z kropką pośrodku     | kataloński |
| Ļ ļ    | L z przecinkiem         | łotewski |
| Ł ł    | L z przekreśleniem      | kaszubski, nawaho, polski, śląski, białoruski |
| Ń ń    | N z akutem              | kaszubski, polski, śląski, białoruski |
| Ñ ñ    | N z wężykiem            | kataloński, galicyjski, |
| Ņ ņ    | N z przecinkiem         | łotewski |
| Ò ò    | O z grawisem            | kataloński, kaszubski, maltański, szkocki gaelicki, Pinyin, walijski, włoski |
| Ó ó    | O z akutem              | czeski, duński, hiszpański, kaszubski, lombardzki, Pinyin, polski, portugalski, |
| Ô ô    | O z daszkiem            | Pinyin, wietnamski |
| Ố ố    | O z akutem i hakiem     | wietnamski |
| Ồ ồ    | O z grawisem i hakiem   | wietnamski |
| Ỗ ỗ    | O z daszkiem i wężykiem | wietnamski |
| Ổ ổ    | O z daszkiem i hakiem   | wietnamski |
| Õ õ    | O z wężykiem            | estoński |
| Ō ō    | O z makronem            | łaciński |
| Ŏ ŏ    | O z brewisem            | śląski |
| Ö ö    | O z dwiema kropkami     | azerbejdżański, duński, estoński, fiński, niemiecki, norweski, tatarski, węgierski |
| Ỏ ỏ    | O z hakiem              | wietnamski |
| Ő ő    | O z podwójnym akutem    | węgierski |
| Ǒ ǒ    | O z haczkiem            | Pinyin |
| Ø ø    | O z przekreśleniem      | duński, farejski, norweski |
| Ɵ ɵ ᶱ  | O z belką               | Samogłoska półprzymknięta centralna zaokrąglona |
| Ơ ơ    | O z rogiem              | wietnamski |
| Ớ ớ    | O z rogiem i akutem     | wietnamski |
| Ǫ ǫ    | O z ogonkiem            | nawaho |
| Ŕ ŕ    | R z akutem              | słowacki |
| Ř ř    | R z daszkiem            | czeski, transkrypcja niektórych dialektów Chin kontynentalnych |
| Ś ś    | S z akutem              | polski, białoruski |
| Ŝ ŝ    | S z daszkiem            | esperanto |
| Š š    | S z haczkiem            | arabski (transliteracja), bośniacki, czeski, chorwacki, litewski, łotewski, słowacki, słoweński, ukraiński (transliteracja), białoruski |
| Ş ş    | S z przecinkiem         | azerbejdżański, rumuński, turecki, turkmeński |
| Ť ť    | T z haczkiem            | czeski, słowacki |
| Ț ț    | T z przecinkiem         | rumuński |
| Ù ù    | U z grawisem            | francuski, maltański, walijski |
| Ú ú    | U z akutem              | afrikaans, czeski, duński, farejski, hiszpański, irlandzki, islandzki, portugalski, węgierski, białoruski |
| Û û    | U z daszkiem            | francuski |
| Ū ū    | U z makronem            | japoński (rōmaji), łaciński, łotewski |
| Ŭ ŭ    | U z brewisem            | esperanto, białoruski |
| Ü ü    | U z dwiema kropkami     | azerbejdżański, estoński, luksemburski, niemiecki, turecki |
| Ủ ủ    | U z hakiem              | wietnamski |
| Ů ů    | U z kółkiem             | czeski |
| Ű ű    | U z podwójnym akutem    | węgierski |
| Ǔ ǔ    | U z haczkiem            | Pinyin |
| Ų ų    | U z ogonkiem            | litewski, nawaho |
| Ỳ ỳ    | Y z grawisem            | walijski, wietnamski |
| Ý ý    | Y z akutem              | afrikaans, czeski, farejski, islandzki, słowacki, wietnamski |
| Ỷ ỷ    | Y z hakiem              | wietnamski |
| Ÿ ÿ    | Y z dwiema kropkami     | francuski |
| Ź ź    | Z z akutem              | polski, białoruski |
| Ż ż    | Z z kropką              | maltański, polski, białoruski |
| Ž ž    | Z z haczkiem            | chorwacki, czeski, litewski, łotewski, słowacki, białoruski |